# Canton de Chambéry-2
Le canton de Chambéry-2 est une circonscription électorale française du département de la Savoie.

## Géographie
Le canton de Chambéry-2 regroupe une portion sud de la commune de Chambéry ainsi que l'ensemble du territoire communal de Jacob-Bellecombette.

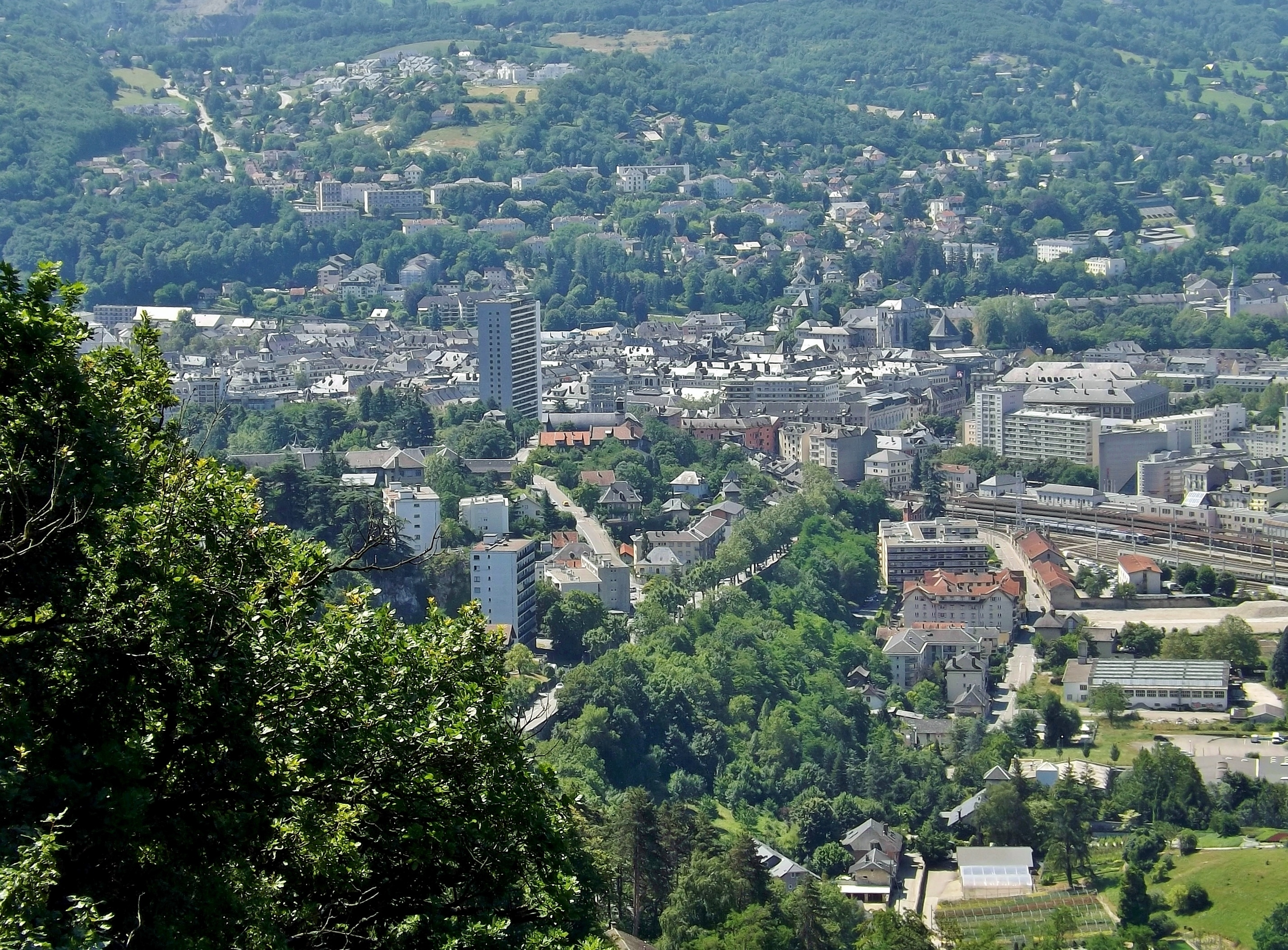
Le canton englobe la colline de Lémenc, le centre-ville de Chambéry en contrebas et Jacob-Bellecombette en arrière-plan.

Il s'agit d'un canton avec beaucoup de relief, à la fois dans sa partie nord avec la colline de Lémenc (rattaché au massif des Bauges) et dans sa partie sud avec les premières pentes du massif de la Chartreuse. 
Le canton comprenant une partie du centre-ville de Chambéry, celui-ci est relativement urbanisé et résidentiel, y compris sur les hauteurs de Lémenc et de la Chartreuse avec le quartier chambérien de Bellevue et Jacob-Bellecombette bien que l'habitat y devienne un peu plus diffus que dans la cluse de Chambéry. Bien que le canton ne compte pas de zone économique prépondérante, il comporte néanmoins le campus de Jacob-Bellecombette de l'Université Savoie Mont Blanc.
Dans sa partie non ubranisée, située sur sa limite sud, le canton compte des espaces agricoles et récréatifs comme le vallon des Charmettes ou à Jacob-Bellecombette. S'ajoutent également les parcs de Buisson-Rond et du Clos Savoiroux à proximité du centre.
En matière de transports, le canton est traversé par le tunnel des Monts franchi par la Voie rapide urbaine de Chambéry faisant la liaison entre les autoroutes A43 et A41, ainsi que par la route départementale 912 permettant de relier la Chartreuse aux Bauges en passant par Chambéry. Le canton comprend également la ligne ferroviaire de Culoz à Modane à sa sortie sud de la gare de Chambéry.
Enfin, le canton est traversé par la Leysse et par l’Albanne son affluent, dont la confluence est également située sur le canton.

## Histoire
Un nouveau découpage territorial du département de la Savoie entre en vigueur à l'occasion des premières élections départementales de mars 2015 suivant le décret du 27 février 2014.
Les conseillers départementaux sont, à compter de ces élections, élus au scrutin majoritaire binominal mixte. Les électeurs de chaque canton élisent au Conseil départemental, nouvelle appellation du Conseil général, deux membres de sexe différent, qui se présentent en binôme de candidats. Les conseillers départementaux sont élus pour 6 ans au scrutin binominal majoritaire à deux tours, l'accès au second tour nécessitant 12,5 % des inscrits au 1er tour. En outre la totalité des conseillers départementaux est renouvelée. Ce nouveau mode de scrutin nécessite un redécoupage des cantons dont le nombre est divisé par deux avec arrondi à l'unité impaire supérieure si ce nombre n'est pas entier impair, assorti de conditions de seuils minimaux. En Savoie, le nombre de cantons passe ainsi de 37 à 19.
Le canton de Chambéry-2 est formé d'une commune de l'ancien canton de Cognin et d'une fraction de la commune de Chambéry. Il est entièrement inclus dans l'arrondissement de Chambéry. Le bureau centralisateur est situé à Chambéry.

## Représentation
| Période élective | Période élective | Mandat | Mandat           | Identité          | Nuance | Nuance | Qualité |
| ---------------- | ---------------- | ------ | ---------------- | ----------------- | ------ | ------ | --- |
| 2015             | 2021             | 2015   | 2021             | Brigitte Bochaton |        | UDI    | Assistante de régulation médicale - SAMU 73 Maire de Jacob-Bellecombette |
| 2015             | 2021             | 2015   | 2021             | Michel Bouvard    |        | LR     | Sénateur de la Savoie (2014-2017) Conseiller général du canton de Chambéry-Est (1985-2015) Vice-président du Conseil départemental (Finances - contrôle de gestion - évaluation des politiques - suivi des sociétés d'économie mixte et des syndicats mixtes - politique montagne - Arc alpin - affaires européennes - Lyon-Turin) |
| 2021             | 2028             | 2021   | 2023 (démission) | Brigitte Bochaton |        | UDI    | Conseillère sortante |
| 2021             | 2028             | 2021   | en cours         | Aloïs Chassot     |        | DVD    | Conseiller municipal de Chambéry |
| 2021             | 2028             | 2023   | en cours         | Isabelle Geindre  |        | DVD    | Formatrice, adjointe au maire de Jacob-Bellecombette |

### Résultats détaillés

#### Élections de mars 2015
À l'issue du 1er tour des élections départementales de 2015, deux binômes sont en ballottage : Brigitte Bochaton (DVD) et Michel Bouvard (UMP, 39,36 %) et Jean-Benoît Cerino et Christine Sobkowiak (PS, 22,72 %). Le taux de participation est de 48,15 % (5 868 votants sur 12 188 inscrits) contre 48,82 % au niveau départemental et 50,17 % au niveau national.
Au second tour, Brigitte Bochaton (DVD) et Michel Bouvard (UMP) sont élus avec 57,84 % des suffrages exprimés et un taux de participation de 45,23 % (2 931 voix pour 5 512 votants et 12 187 inscrits).

#### Élections de juin 2021
Le premier tour des élections départementales de 2021 est marqué par un très faible taux de participation (33,26 % au niveau national). Dans le canton de Chambéry-2, ce taux de participation est de 33,15 % (3 991 votants sur 12 040 inscrits) contre 33,57 % au niveau départemental. À l'issue de ce premier tour, deux binômes sont en ballottage : Brigitte Bochaton et Aloïs Chassot (DVD, 38,02 %) et Martine Jourdan Pasquier et Antoine Livonnet (Union à gauche avec des écologistes, 32,28 %).
Le second tour des élections est marqué une nouvelle fois par une abstention massive équivalente au premier tour. Les taux de participation sont de 34,36 % au niveau national, 33 % dans le département et 32,91 % dans le canton de Chambéry-2. Brigitte Bochaton et Aloïs Chassot (DVD) sont élus avec 53 % des suffrages exprimés (2 003 voix pour 3 964 votants et 12 046 inscrits),,.

## Composition
| Nom                              | Code Insee | Intercommunalité  | Superficie (km2) | Population (dernière pop. légale)                | Densité (hab./km2) | Modifier                                    |
| -------------------------------- | ---------- | ----------------- | ---------------- | ------------------------------------------------ | ------------------ | ------------------------------------------- |
| Chambéry (bureau centralisateur) | 73065      | CA Grand Chambéry | 20,99            | Fraction : 19 049 (2022) Commune : 60 251 (2022) | 2 870              | modifier les données · modifier les données |
| Jacob-Bellecombette              | 73137      | CA Grand Chambéry | 2,47             | 4 340 (2022)                                     | 1 757              | modifier les données · modifier les données |
| Canton de Chambéry-2             | 7308       |                   |                  | 23 389 (2022)                                    |                    | modifier les données                        |

Le canton de Chambéry-2 comprend :

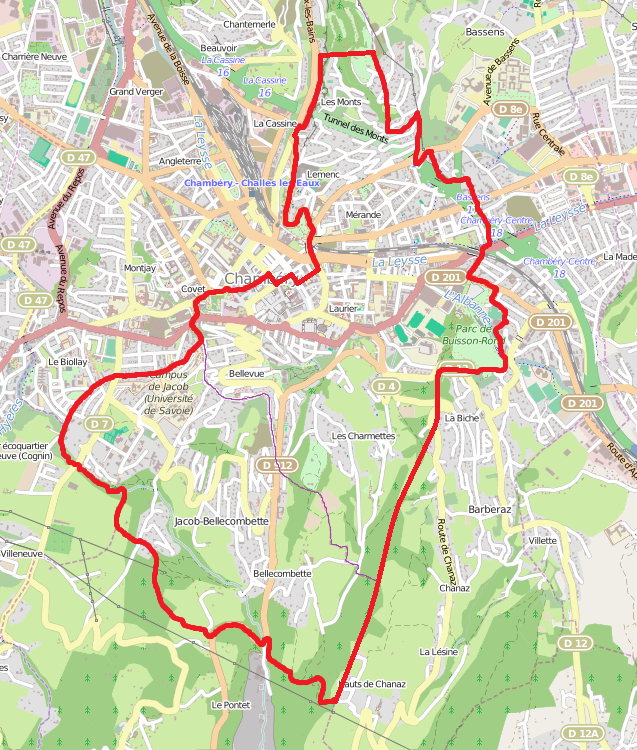
Carte du canton de Chambéry-2 au début 2015.

1. la commune de Jacob-Bellecombette,
2. la partie de la commune de Chambéry située à l'est d'une ligne définie par l'axe des voies et limites suivantes : depuis la limite territoriale de la commune de Bassens, avenue d'Aix-les-Bains (exclue depuis le niveau de la ligne droite tracée depuis l'extrémité de la rue de la Bionne), avenue d'Aix-les-Bains, boulevard de Lemenc, rue Saint-François-de-Sales, rue Victor-Hugo, boulevard du Théâtre, place des Éléphants, rue de Boigne, rue Favre, place du 8-Mai-1945, place de l'Hôtel-de-Ville, rue Bonivard, rue de la Trésorerie, faubourg Maché, place Saint-Pierre-de-Maché, avenue de Lyon, montée Saint-Sébastien, jusqu'à la limite territoriale de la commune de Jacob-Bellecombette.

À Chambéry, le canton concerne donc l'ensemble du quartier du Laurier et une partie du quartier Centre située au sud de l'hôtel de ville en comprenant Bellevue.

## Démographie
En 2022, le canton comptait 23 389 habitants, en évolution de +4,5 % par rapport à 2016 (Savoie : +3,63 %, France hors Mayotte : +2,11 %).
| 2013   | 2018   | 2022   |
| ------ | ------ | ------ |
| 22 167 | 22 189 | 23 389 |